# Kasımpaşa S.K.
Kasımpaşa SK (phát âm tiếng Thổ Nhĩ Kỳ: [ˈkasɯmpaʃa], Kasımpaşa Sports Club), còn được gọi là Kasımpaşa SK hoặc đơn giản là Kasımpaşa, là một câu lạc bộ bóng đá chuyên nghiệp của Thổ Nhĩ Kỳ nằm ở quận Beyoğlu của Istanbul. Họ chơi các trận đấu trên sân nhà tại Sân vận động Recep Tayyip Erdoğan ở Kasımpaşa, một vùng lân cận của quận Beyoğlu. Câu lạc bộ là một trong năm câu lạc bộ Süper Lig đại diện cho Istanbul, cùng với Fenerbahçe, Galatasaray, Beşiktaş và İstanbul Başakşehir. Mùa giải 2019–20 là mùa giải thứ mười sáu (không liên tiếp) của Kasımpaşa ở Süper Lig trong năm thứ 99 của sự tồn tại của họ.

## Lịch sử
Kasımpaşa được thành lập vào năm 1921 với tên gọi Altıntuğ. Họ đã chơi ở Istanbul First League từ năm 1939–1945 và 1946–1959. Câu lạc bộ được thăng hạng lên Türkiye Ligi vào năm 1959 và ở đó trong 5 mùa giải, nơi thành tích tốt nhất của họ là thứ 5 trong mùa giải 1961–62.
Sau 43 năm, vào ngày 30 tháng 5 năm 2007, đội đã được thăng hạng lên Süper Lig lần thứ hai trong lịch sử. Trong một trận đấu kịch tính với Altay, Kasımpaşa hai lần gỡ hòa dẫn đến vòng đá luân lưu, và họ thắng 4–3. Họ đã thi đấu tại Süper Lig trong mùa giải 2007–08, nhưng đã bị xuống hạng trở lại TFF First League.
Kasımpaşa được thăng hạng lên Süper Lig lần thứ ba trong lịch sử câu lạc bộ vào ngày 17 tháng 5 năm 2009, đánh bại Karşıyaka 2–1 sau hiệp phụ ở Ankara. Đội bóng vẫn ở hạng cao nhất của bóng đá Thổ Nhĩ Kỳ và giành được vị trí trong top 10 trong mùa giải 2009–10, tại đó họ đánh bại Fenerbahçe 3–1 trên sân khách và Beşiktaş tại Cúp Thổ Nhĩ Kỳ với tỷ số tương tự. Họ cũng đánh bại Trabzonspor trên sân nhà trong giải đấu với tỷ số tương tự 3-1.
Đến đầu mùa giải 2010–11, Kasımpaşa mất một số cầu thủ quan trọng do quyết định của huấn luyện viên Yılmaz Vural ngay trước khi mùa giải bắt đầu. Sau khi đội hình suy yếu, đội đã thi đấu bết bát và phải xuống hạng vào cuối mùa giải. Trong mùa giải 2011–12, đội nhanh chóng trở lại Süper Lig sau các trận play-off diễn ra ở Ankara. Lần đầu tiên họ đánh bại Konyaspor 2–0 trên sân khách và 4–0 trên sân nhà. Sau đó, họ chơi trận chung kết với Adanaspor và đánh bại họ với tỷ số 3–2 sau một trận đấu kịch tính vào ngày 27 tháng 5 năm 2012. Đây là chiến thắng thứ 3 liên tiếp của họ trong các trận chung kết play-off kể từ năm 2007. Do đó, họ đã đại diện cho khu vực lân cận của mình ở Süper Lig trong mùa giải 2012–13. Bất chấp thách thức cho một vị trí UEFA Europa League trong suốt mùa giải, thăng tiến như một con ngựa ô trong giải đấu, nhưng một chuỗi màn trình diễn tệ hại trong vài trận đấu cuối cùng đã khiến Kasımpaşa đứng thứ sáu trên bảng xếp hạng, cách Bursaspor năm điểm ở vị trí thứ tư, vị trí cuối cùng được đá Vòng loại giải đấu Europa League.
Kể từ năm 2013, Kasımpaşa đã thu hút những cầu thủ nổi tiếng như Ryan Babel từ Ajax và tiền đạo Eren Derdiyok từ Bundesliga và tiếp tục đầu tư và củng cố đội hình của họ.